# Wetaskiwin
Wetaskiwin je kanadské město v Albertě. Nachází se ve vzdálenosti 70 km jižně od Edmontonu. V roce 2016 mělo 12 655 obyvatel.

## Historie
Jméno města pochází od kríjského slova "wītaskiwinihk", které znamená "kopce, kde byl stvořen mír".